# Brigáda Kfir

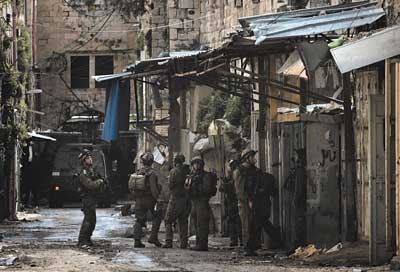
Prapor Haruv při operaci v Šechemu

Brigáda Kfir (hebrejsky: חֲטִיבַת כְּפִיר), dříve známá jako 900. brigáda, je jedna z nejmladších brigád pěchotního sboru Izraelských obranných sil (IOS). Je podřízena 162. divizi (Ucvat ha-Plada) Centrálního velitelství.
Pěchotní prapory (známé jako 90. prapory) byly založeny v 90. letech jako doprovodné složky mobilní pěchoty. Dne 6. prosince 2005 pak byly formálně sjednoceny do brigády pod velením plukovníka Ejala Nosovskiho. Ačkoliv je brigáda podřízena 162. divizi, každý prapor je operativně přiřazen oblastní brigádě divize Západního břehu:
- Prapor 90 Nachšon
- Prapor 92 Šimšon
- Prapor 93 Haruv
- Prapor 94 Duchifat
- Prapor 96 Lavi
- Prapor 97 Necach Jehuda (ultraortodoxní)